# Robert Henriksen
Robert Henriksen (14. december 1890 i Vålse – 17. maj 1958) var en dansk civilingeniør og professor.

## Karriere
Henriksen var søn af lærer Ferdinand Henriksen (død 1926) og hustru Hanne født Rasmussen (død 1940). Han blev cand.polyt. (elektroingeniør) 1916, var ingeniør ved Københavns Sporveje 1918-19 og på studierejse i USA 1920-21 og virkede som ingeniør i S.A. Fabers rådgivende ingeniørforretning 1922-35. Henriksen var ansat ved Elektricitetsrådet 1935-38, kommitteret 1947-51, var professor ved Danmarks Tekniske Højskole 1938-50 og efterfulgte A.R. Angelo som direktør i Nordsjællands Elektricitets- og Sporvejs-Aktieselskab og Elektricitetsselskabet Isefjordværket, hvilket han var fra 1950 til sin død.

## Tillidshverv
Han var medlem af bestyrelsen for Dansk Ingeniørforenings elektrotekniske faggruppe 1933-36; formand 1940-43; medlem af Dansk Elektroteknisk Komité fra 1939, af elektricitetsudvalget af 1940, af Akademiet for de tekniske Videnskaber fra 1941, præsident 1953-56, af elektricitetskommissionen af 1941's tekniske underudvalg og af bestyrelsen for A/S Accumulatorfabriken fra 1943; administrator for Siemens Elektricitets A/S, København fra 1945; medlem af Studieselskabet for norsk Krafteksport 1945-49, af det af Akademiet for de tekniske Videnskaber nedsatte traktionsudvalg af 1951 og af ministeriets samfærdselskommission af 1950; medlem af Den Danske Nationalkomité for World Power Conference fra 1946, vicepræsident fra 1952; medlem af bestyrelsen for Conference Internationale des Grand Réseaux Electriques à Haute Tension; medlem af Elektricitetsrådet fra 1951, af bestyrelsen for Danske Elværkers Forening fra 1951 (formand fra 1955), for Elektricitetsselskabet Isefjordværket og for I/S Kraftimport fra 1954; medlem af Atomenergikommissionen fra 1955 (næstformand fra 1956) og af dennes forretningsudvalg fra 1956. Han var Kommandør af Dannebrogordenen og Dannebrogsmand.